# No Mercy (2001)
No Mercy (2001) — четвёртое в истории шоу No Mercy, PPV-шоу, производства американского рестлинг-промоушна World Wrestling Federation (WWF, ныне WWE). Шоу прошло 21 октября 2001 года в «Саввис-центр» в Сент-Луисе, Миссури, США.
Главным событием был матч «Тройная угроза» без дисквалификации за титул чемпиона WWF. Стив Остин защищал титул против Курта Энгла и Роба Ван Дама. Остин удержал Ван Дама и сохранил титул. В другом важном матче, Крис Джерико победил Скалу и выиграл Чемпионство WCW.

## Результаты
| #                                                                    | Матч | Тип матча                                                     | Время |
| -------------------------------------------------------------------- | --- | ------------------------------------------------------------- | ----- |
| 1H                                                                   | APA (Брэдшоу и Фаарук) (WWF) победили Криса Каньона и Хью Морруса (Альянс)                                                        | Командный матч                                                | 5:20  |
| 2H                                                                   | Билли Кидман (с) (Альянс) победил Скотти 2 Хотти (WWF)                                                                            | Одиночный матч за титул чемпиона WCW в первом тяжёлом весе    | 7:53  |
| 3                                                                    | «Братья Харди» (Джефф Харди и Мэтт Харди) (c) (с Литой) (WWF) победили Урагана и Лэнса Шторма (с Айвори и Могучей Молли) (Альянс) | Командный матч за титул командных чемпионов WCW               | 7:41  |
| 4                                                                    | Тест (Альянс) победил Кейна (WWF)                                                                                                 | Одиночный матч                                                | 10:05 |
| 5                                                                    | Торри Уилсон (WWF) победила Стейси Киблер (Альянс)                                                                                | Матч в белье                                                  | 3:09  |
| 6                                                                    | Эдж (WWF) победил Кристиана (c) (Альянс)                                                                                          | Матч с лестницами за титул интерконтинентального чемпиона WWF | 22:12 |
| 7                                                                    | «Братья Дадли» (Бубба Рэй Дадли и Ди-Вон Дадли) (с) (Альянс) победили Биг Шоу и Таджири (WWF)                                     | Командный матч за титул командных чемпионов WWF               | 9:30  |
| 8                                                                    | Гробовщик (WWF) победил Букера Ти (Альянс)                                                                                        | Одиночный матч                                                | 12:10 |
| 9                                                                    | Крис Джерико (WWF) победил Скалу (c) (WWF)                                                                                        | Одиночный матч за титул чемпиона WCW                          | 23:44 |
| 10                                                                   | Стив Остин (c) (Альянс) победил Курта Энгла (WWF) и Роба Ван Дама (Альянс)                                                        | Матч «Тройная угроза» за титул чемпиона WWF                   | 15:16 |
| H — означает матч на Sunday Night Heat (c) — чемпион на начало матча | |                                                               |       |